# 10707 Prunariu
10707 Prunariu este o planetă minoră (asteroid), cu un diametru de 6,03 km, din centura de asteroizi. A fost descoperită pe 24 octombrie 1981 la Observatorul Palomar de Schelte J. Bus și a fost numită după Dumitru Prunariu. 
Obiectul prezintă o orbită caracterizată de o semiaxă mare de 2,4309053 UAi, o excentricitate de 0,23, o înclinație de 7,11493 ° în raport cu ecliptica.